# حميراء دبساء

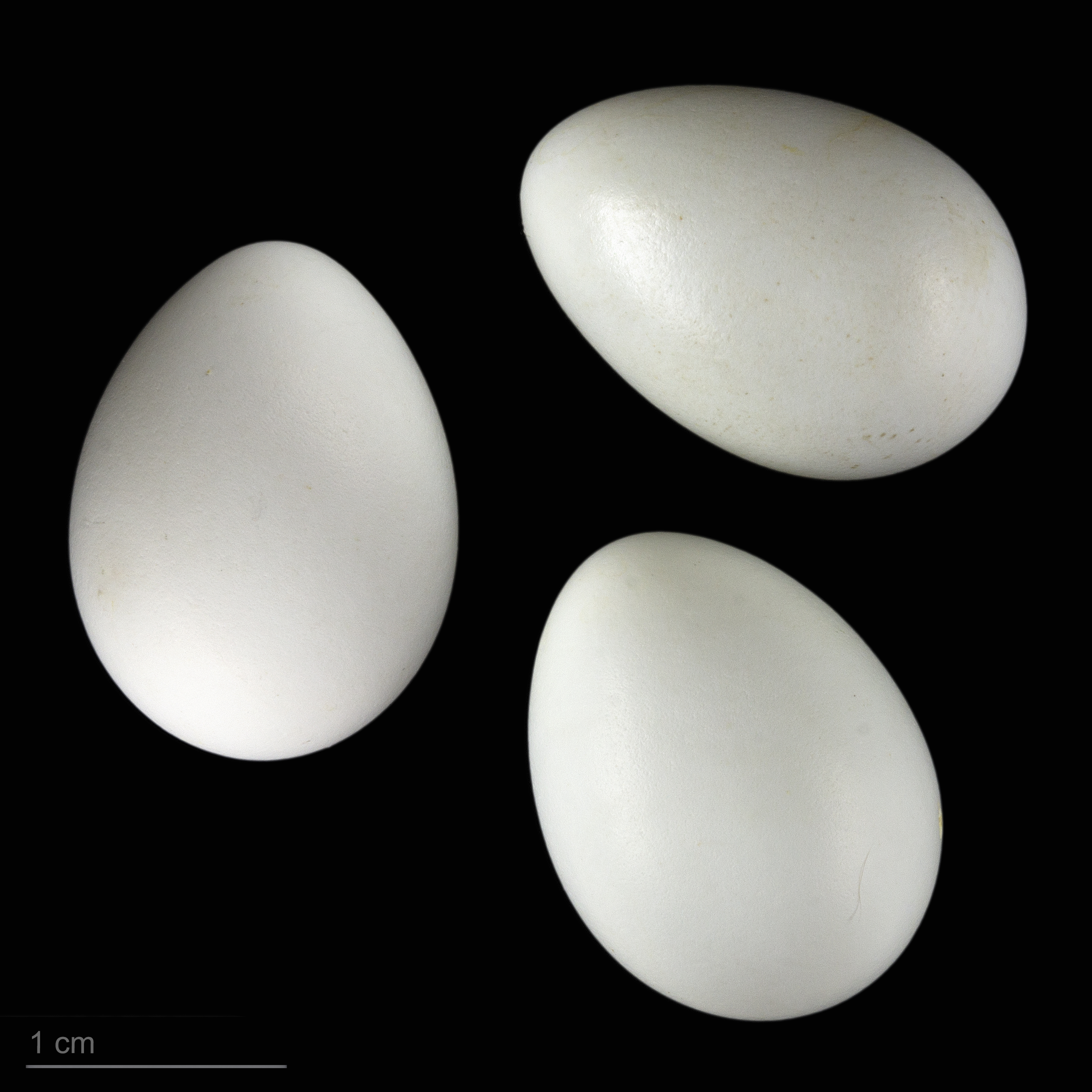
Phoenicurus ochruros

الحميراء الدبساء أو  فرخ السَمن (الاسم العلمي: Phoenicurus ochruros) (بالإنجليزية: Black Redstart)‏ هو نوع من الطيور يتبع جنس الحميراء من فصيلة خاطفات الذباب. أطلق على هذا الطائر  فرخ السَمن، لأن ريشه إلى حد ما يشبه لون ريش السمنة الزيانية الزاهية الجميلة، لكنه أصغر منه حجماً، ولذا يخطئ الكثيرون عند سماع اسم طائر  فرخ السَمن بالعامية حيث يتبادر إلى الأذهان انه صغير طائر السمن وهذا خطأ ويعرف أيضاً فرخ السمن  بالمرعاد  لأن ذيله يرتعد ويهتز باستمرار. وهو طائر مهاجر شتوي وربيعي فقط أي يمكن رؤيته في الشتاء والربيع، يتواجد في الأماكن المظللة مثل الحدائق وحول التلال حيث الأشجار المتناثرة وفي المناطق شبه الصحراوية حيث أشجار السمر.

## الميزات
يتميز الذكر باللون الأسود الرمادي الذي يغطي ظهره، واللون الأسود الذي يغطي الرأس ومعظم الصدر تقريباً، والبطن أحمر برتقالي، والذيل ذو لون أحمر يتميز بأنه يرتعد ويهتز باستمرار وهو ما يميزه بالإضافة إلى لون الريش الجميل.
وليس من السهل التعرف على  أنثى  فرخ السمن ولكن على وجه العموم تكون الأنثى أدكن لوناً، ويخلط بينه وبين الحميراء الأوروبي.

## التغذية
يتغذى على الحشرات الطائرة وهو جاثم على الأشجار.